# Allen Chastanet
Allen Chastanet, född 20 november 1960, är en politiker som var Saint Lucias premiärminister mellan den 7 juni 2016 och 28 juli 2021.
Efter att Barbados 2021 slutade vara ett samväldesrike, då man avskaffade monarkin och blev en republik, har Chastanet talat för att Saint Lucia ska göra detsamma.